# Варламовка (Ростовская область)
Варла́мовка — хутор в Милютинском районе Ростовской области.
Входит в состав Селивановского сельского поселения.

## Население
| 2010 |
| ---- |
| 115  |

## Улицы
- ул. Варламовка,
- ул. Животноводов,
- ул. Лесная,
- ул. Луговая,
- ул. Мостовая.